# Керносовка
Керно́совка (укр. Керносівка) — село
в Новомосковском районе
Днепропетровской области
Украины. Административный центр Керносовского сельского совета.
Код КОАТУУ — 1223283001. Население по переписи 2001 года составляло 620 человек .
В состав Керносовского сельского совета кроме Керносовки входят сёла Анновка и Орелька.

## Географическое положение
Село Керносовка находится на правом берегу канала Днепр — Донбасс (или на левом берегу реки Орель),
выше по течению на расстоянии в 5,5 км расположено село Панасовка,
ниже по течению на расстоянии в 1,5 км расположено село Анновка,
на противоположном берегу — село Великие Бучки (Сахновщинский район).
По селу протекает пересыхающий ручей с запрудой.
Через село проходит автомобильная дорога Т-0412.

## История
- Село Керносовка упоминается в документах второй половины XVI века.

## Экономика
- ООО «Агрофирма „Орельское“».
- «Шери лтд» ООО.

## Объекты социальной сферы
- Школа.
- Дом культуры.
- Фельдшерско-акушерский пункт.

## Достопримечательности
- Керносовский идол — известное каменное изваяние эпохи энеолита, III тыс. до н. э. Хранится в Днепропетровском национальном историческом музее имени Д. И. Яворницкого. Найден в 1973 году у села Керносовка.